# Panilla umbrifera
Panilla umbrifera är en fjärilsart som beskrevs av Turner 1908. Panilla umbrifera ingår i släktet Panilla och familjen nattflyn. Inga underarter finns listade i Catalogue of Life.